# Orchards/Lupine
Orchards/Lupine è il secondo album in studio della band olandese DeWolff, pubblicato nel 2011 dalla REMusic Records.

## Tracce
1. Diamonds – 6:08
2. Evil and the Midnight Sun – 3:00
3. Everything Everywhere – 7:19
4. Who Are You or the Magnificence of Loving a Million Strangers – 2:49
5. Love in C Minor – 5:02
6. Higher Than the Sun – 4:06
7. Pick Your Bones Out of the Water – 3:17
8. Seashell Woman – 4:56
9. Fever – 4:10
10. The Pistol – 9:45
11. Poison – 4:25

## Formazione
- Robin Piso - organo Hammond, voce, basso
- Luka van de Poel - batteria
- Pablo van de Poel - chitarra, voce